# Villa miseria
In Argentina, si chiama villa miseria, o anche solo villa, un insediamento informale formato da case precarie. 
Prendono il nome dal romanzo di Bernardo Verbitsky Villa Miseria también es América (1957), dove si descrivono le terribili condizioni di vita dei migranti interni durante la cosiddetta "Década Infame". Durante vari governi, sia civili sia militari, si è tentato, con esiti diversi, di "sradicare" il fenomeno, ovvero abbattere le baracche e spostare altrove i suoi abitanti.

## Caratteristiche
Formate dalla popolazione rurale che si dirigeva verso le grandi città in cerca di impiego, il programma nazionale "ARRAIGO" stimava che nel 2004 circa 900.000 famiglie si trovassero in qualche villa miseria in tutta l'Argentina.
Possono essere paragonate alle favelas brasiliane, le chabolas spagnole, i cantegriles uruguaiani, le poblaciones callampas cilene, i tugurios della Costa Rica, i pueblos jóvenes peruviani, le ciudadelas boliviane, le chacaritas paraguaiane e i ranchos venezuelani.
Caratteristico di questi quartieri malfamati è l'alto tasso di criminalità e l'ampia diffusione di droga. Tra le droghe più diffuse vi è la cosiddetta Pasta Base, avanzi tossici del processo di creazione della cocaina, sempre più diffusa nelle villas, soprattutto a causa del suo basso costo di vendita.

## Fenomeno
Chiamate, con un eufemismo, Villas de Emergencia ("città d'emergenza"), tra le più conosciute vi sono:
- A Buenos Aires: la Villa 31 e Ciudad Oculta;
- Nella Grande Buenos Aires: La Cava, nel "partido" di San Isidro, e il Fuerte Apache, nel Partido di Tres de Febrero;
- Nel Gran La Plata: Itatí;
- A San Nicolás de los Arroyos: Villa Pulmón;
- A Rosario: Las Flores;
- A San Carlos de Bariloche: Barrio Islas Malvinas.

Il pittore Antonio Berni se ne occupò attraverso le sue serie Juanito Laguna e Ramona Montiel.